# Ctenotus calurus
Ctenotus calurus este o specie de șopârle din genul Ctenotus, familia Scincidae, descrisă de Storr 1969. Conform Catalogue of Life specia Ctenotus calurus nu are subspecii cunoscute.